# Eremoleon genini
Eremoleon genini is een insect uit de familie van de mierenleeuwen (Myrmeleontidae), die tot de orde netvleugeligen (Neuroptera) behoort. 
Eremoleon genini is voor het eerst wetenschappelijk beschreven door Navás in 1924.